# Alyson Hannigan
Allison Lee Hannigan (født 24. marts 1974) er en amerikansk skuespiller. Hun er bedst kendt sine roller som Willow Rosenberg i tv-serien Buffy the Vampire Slayer (1997–2003), som Lily Aldrin i CBS' sitcom How I Met Your Mother (2005–2014), for hvilken hun vandt en People's Choice Award i 2009 og som Michelle Flaherty i American Pie-filmserien (1999–2012). Siden 2016 har Hannigan haft værtrollen på tryllekunstner-konkurrenceprogrammet Penn & Teller: Fool Us.

## Opvækst
Hannigan blev født i Washington, D.C., USA, som enebarn af Emilie (født Posner) Haas, en ejendomsmægler, og Alan Hannigan, en lastbilsfagforeningsmand. Hendes far er af irsk afstamning og hendes mor er af jødisk. Som fireårig begyndte Hannigan i Atlanta at optræde i reklamer, bl.a for fastfoodkæden McDonald's, forlystelsesparken Six Flags og for Oreos. Familien flyttede til Hollywood, da Hannigan var 11 år.
Hannigan boede med sin mor i Hollywood og gik på North Hollywood High School, mens hun gik til auditions, når hun besøgte sin far i Santa Barbara. Som teenager babysittede Hannigan hendes fremtidige How I Met Your Mother-kollegas, Bob Saget, børn.Efter high school kom hun California State University, Northridge, hvor hun blev medlem af studenterforeningen Alpha Chi Omega og afsluttede skolen med en grad i psykologi.

## Karriere
Hannigans første store filmrolle var i My Stepmother Is an Alien, en science-fictionkomedie der havde premiere i 1988; en af hendes kolleger fra filmen, Seth Green, sluttede sig senere til det faste cast på Buffy som hendes karakters kæreste. I 1989 fik hun sin første faste rolle i en tv-serie, da hun blev castet til den kortlivede ABC sitcom Free Spirit.
I 1997 blev Hannigan valgt til at spille Willow Rosenberg, Buffy Summers' bedste ven i den populære tv-serie Buffy the Vampire Slayer. Serien blev en stor sucres og Hannigan modtog stor ros og opmærksomhed, hvilket førte til flere roller i ungdomsfilm, bl.a. American Pie (1999), Boys and Girls (2000), American Pie 2 (2001) og American Wedding (2003). Hun havde også gæsteoptrædener i Buffy spin-off'en, Angel, hvor hun genoptog sin rolle som Willow i et par afsnit, men kun frem til Buffy-serien blev afsluttet.
Først i 2004 havde Hannigan sin West End-debut, da hun medvirkede i sceneproduktionen af When Harry Met Sally... på Theatre Royal Haymarket i London, overfor Luke Perry.
I 2005 fik Hannigan den faste rolle som Lily Aldrin i hit-komedieserien How I Met Your Mother (2005-2014) og havde en tilbagevendende rolle som Trina Echolls i Veronica Mars. I februar 2006 spillede hun hovedrollen Julia Jones i Date Movie, en parodifilm om klicheer fra romantiske tøsefilm. Hun havde en gæsteoptræden i den animerede ABC-sitcom The Goode Family i 2009.
I 2012 genoptog Hannigan rollen som Michelle i den sidste film i American Pie-rækken, American Reunion. Siden 2016 har Hannigan været vært på tryllekunster-konkurrenceprogrammet Penn & Teller: Fool Us. I 2018 lagde Hannigan stemme til Ann Possible, Kims mor, i Disney Channels originale film om Kim Possible, som er baseret på tegnefilmsserien.

## Privatliv
Hannigan giftede sig med sin Buffy- og Angel-kollega Alexis Denisof på Two Bunch Palms Resort i Desert Hot Springs, California, den 11. oktober 2003. Parret bor i Encino i Los Angeles med deres to døtre: Satyana Marie Denisof (født marts 2009), og Keeva Jane Denisof (født maj 2012). Hannigans mand havde haft den tilbagevendende rolle i How I Met Your Mother som den upassende tv-vært og kollega til karakteren Robin, Sandy Rivers. 
Hannigan medvirkede i 2009 sammen med Emily Deschanel, Jaime King, Minka Kelly og Katharine McPhee i "video slumber party"-video som blev udgivet på FunnyorDie.com for at fremme opmærksomhed til brystkræftscreeninger for organisationen Stand Up 2 Cancer.

## Filmografi

### Film
| År   | Titel                     | Rolle               | Noter                           |
| ---- | ------------------------- | ------------------- | ------------------------------- |
| 1986 | Impure Thoughts           | Patty Stubbs        | Krediteret som Allison Hannigan |
| 1988 | My Stepmother Is an Alien | Jessie Mills        |                                 |
| 1998 | Dead Man on Campus        | Lucy                |                                 |
| 1999 | American Pie              | Michelle Flaherty   |                                 |
| 2000 | Boys and Girls            | Betty               |                                 |
| 2001 | American Pie 2            | Michelle Flaherty   |                                 |
| 2001 | Beyond the City Limits    | Lexi                |                                 |
| 2003 | American Wedding          | Michelle Flaherty   |                                 |
| 2006 | Date Movie                | Julia Jones         |                                 |
| 2006 | Farce of the Penguins     | Hottie Penguin      | Stemme                          |
| 2011 | Love, Wedding, Marriage   | Courtney            |                                 |
| 2012 | American Reunion          | Michelle Levenstein |                                 |
| 2016 | Do You Take This Man      | Rachael             |                                 |
| 2018 | You Might Be the Killer   | Chuck               |                                 |
| 2021 | Flora & Ulysses           | Phyllis Buckman     | Disney+ Original                |

### Tv
| Year         | Title                             | Role                                | Notes                            |
| ------------ | --------------------------------- | ----------------------------------- | -------------------------------- |
| 1989–90      | Free Spirit                       | Jessie Harper                       | Fast rolle, 14 afsnit            |
| 1990         | Roseanne                          | Jan                                 | Afsnit: "Like, a New Job"        |
| 1991         | Switched at Birth                 | Gina Twigg (13–16 år)               | Tv-film                          |
| 1993         | Almost Home                       | Samantha                            | 2 afsnit                         |
| 1994         | Touched by an Angel               | Cassie Peters                       | Afsnit: "Cassie's Choice"        |
| 1995         | The Stranger Beside Me            | Dana                                | Tv-film                          |
| 1996         | For My Daughter's Honor           | Kelly                               | Tv-film                          |
| 1996         | Picket Fences                     | Peggy Patterson                     | Afsnit: "To Forgive Is Divine"   |
| 1997–2003    | Buffy the Vampire Slayer          | Willow Rosenberg                    | Fast rolle, 144 afsnit           |
| 1999–2000    | 100 Deeds for Eddie McDowd        | Gigi (stemme)                       | 3 afsnit                         |
| 2000         | The Wild Thornberrys              | Gerda (stemme)                      | Afsnit: "Every Little Bit Alps"  |
| 2001–03      | Angel                             | Willow Rosenberg                    | 3 afsnit                         |
| 2002–03      | Rugrats                           | Cynthia P.I. / Ung Starlet (stemme) | 2 afsnit                         |
| 2004         | That '70s Show                    | Suzy Simpson                        | 2 afsnit                         |
| 2004         | King of the Hill                  | Stacey Gibson (stemmee)             | Afsnit: "Talking Shop"           |
| 2005         | Veronica Mars                     | Trina Echolls                       | 3 afsnit                         |
| 2005–14      | How I Met Your Mother             | Lily Aldrin                         | Fast rolle, 206 afsnit           |
| 2009         | The Goode Family                  | Michelle (stemme)                   | Afsnit: "Graffiti in Greenville" |
| 2011         | The Simpsons                      | Melody (stemme)                     | Afsnit: "Flaming Moe"            |
| 2011, 2018   | Robot Chicken                     | Forskellige stemmer                 | 2 afsnit                         |
| 2011, 2013   | American Dad!                     | Chelsea / Peasant's datter (stemme) | 2 afsnit                         |
| 2014         | Sofia the First                   | Winter (stemme)                     | Afsnit: "Winter's Gift"          |
| 2014         | The McCarthys                     | Pam                                 | Afsnit: "Red Sox Swap"           |
| 2016–present | Penn & Teller: Fool Us            | Sig selv (vært)                     | 64 afsnit                        |
| 2018–present | Fancy Nancy                       | Claire Clancy (stemme)              | Fast rolle, 26 afsnit            |
| 2019         | Kim Possible                      | Ann Possible                        | Tv-film                          |
| 2019         | Pure                              | Esther Dunkel                       | 2 afsnit                         |
| 2019         | Abducted: The Mary Stauffer Story | Mary Stauffer                       | Tv-film                          |
| 2020         | Girl Scout Cookie Championship    | Sig selv (vært)                     | 4 afsnit                         |
| 2020         | Outmatched                        | Annabeth                            | Afsnit: "Couple's Friends"       |
| 2021         | Adorableness                      | Sig selv                            | Panelist                         |

### Teater
| År   | Titel                   | Rolle          | Teater                  |
| ---- | ----------------------- | -------------- | ----------------------- |
| 2004 | When Harry Met Sally... | Sally Albright | Theatre Royal Haymarket |

## Priser og nomineringer
| År   | Pris                   | Kategori                                                  | Arbejde                   | Resultat  |
| ---- | ---------------------- | --------------------------------------------------------- | ------------------------- | --------- |
| 1989 | Young Artist Award     | Best Young Actress in a Motion Picture: Comedy or Fantasy | My Stepmother Is an Alien | Nomineret |
| 1990 | Young Artist Award     | Best Young Actress Starring in a Television Series        | Free Spirit               | Nomineret |
| 2000 | Young Hollywood Awards | Best Ensemble Cast                                        | American Pie              | Vundet    |
| 2000 | Teen Choice Awards     | Choice TV Sidekick                                        | Buffy the Vampire Slayer  | Nomineret |
| 2001 | Saturn Awards          | Best Supporting Actress on Television                     | Buffy the Vampire Slayer  | Nomineret |
| 2001 | Teen Choice Awards     | Choice TV Sidekick                                        | Buffy the Vampire Slayer  | Nomineret |
| 2002 | Saturn Awards          | Best Supporting Actress on Television                     | Buffy the Vampire Slayer  | Vundet    |
| 2002 | Satellite Awards       | Best Supporting Actress – Television Series               | Buffy the Vampire Slayer  | Nomineret |
| 2002 | Teen Choice Awards     | Choice TV Sidekick                                        | Buffy the Vampire Slayer  | Vundet    |
| 2003 | Saturn Awards          | Best Supporting Actress on Television                     | Buffy the Vampire Slayer  | Nomineret |
| 2003 | Teen Choice Awards     | Choice TV Sidekick                                        | Buffy the Vampire Slayer  | Nomineret |
| 2004 | Teen Choice Awards     | Choice Movie Actress – Comedy                             | American Wedding          | Nomineret |
| 2004 | Teen Choice Awards     | Choice Movie Liplock (shared with Jason Biggs)            | American Wedding          | Nomineret |
| 2008 | Teen Choice Awards     | Choice TV Show: Comedy                                    | How I Met Your Mother     | Nomineret |
| 2009 | People's Choice Awards | Favorite TV Comedy Actress                                | How I Met Your Mother     | Vundet    |
| 2010 | People's Choice Awards | Favorite TV Comedy Actress                                | How I Met Your Mother     | Nomineret |
| 2012 | People's Choice Awards | Favorite TV Comedy                                        | How I Met Your Mother     | Vundet    |
| 2012 | Teen Choice Awards     | Choice Movie Actress: Romantic Comedy                     | American Reunion          | Nomineret |